# Duroplast

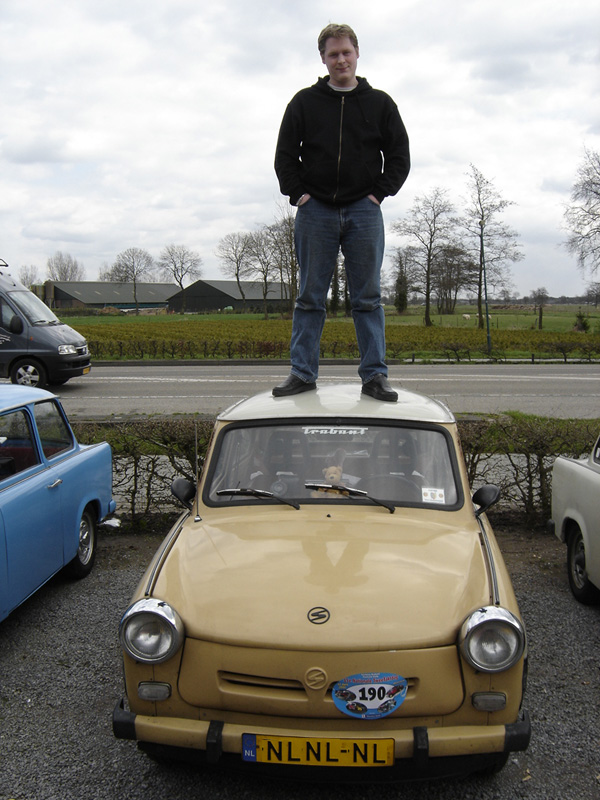
Duroplast är ett starkt material.

Duroplast  är en äldre benämning på härdplast och nära besläktad med bakelit. Duroplasten är en fiberarmerad plast likt glasfiberarmerad plast. Fiberarmeringen består vanligen av bomull men även ull kan förekomma.
Plasten tillverkas genom att fenolharts pressas samman med bomull i en press likt en plåtpress och är därför mer lämpad för massproduktion än glasfiberarmerad plast.

## Tillverkning och användningsområde
Duroplasten togs fram i Nazityskland av DKW och användes inom den östtyska bilindustrin då en stor del av DKW hamnade i öst efter andra världskriget. Duroplasten lämpar sig väl för biltillverkning då den är både stark och flexibel. Tillkomsten berodde på att man saknade tillräckligt med vanlig stålplåt att tillverka bilar av. Duroplasten tillverkades av återvunnen överskottsbomull från Sovjetunionen och fenolharts som var en restprodukt från den östtyska industrin. Det var ett praktiskt sätt att återanvända avfall från industrin som annars skulle kastats bort. 
Duroplast blev mest känt för att ha använts vid tillverkningen av karosspanelerna (skärmar, tak, motorhuv mm) till Trabant-bilarna men duroplasten användes dessförinnan även till IFA F8 och AWZ P70 eller Zwickau P70 som den även kallades. På senare tid har duroplast kommit till användning i  BMW X3 och i toalettsitsar. Även resväskor har tillverkats i duroplast.

## Avfallshantering
Vid förbränning av duroplast uppstår giftiga ångor så skrotningen av de många Trabantbilarna är bekymmersam. Legender har uppstått som hävdar att duroplasten är ätlig och att nermald duroplast används som foder till grisar, får och andra kreatur inom lantbruket. Ett biokemiskt företag i Berlin hävdar att de tagit fram en bakterie som klarar av att bryta ner en Trabant på tjugo dagar och att det som blir kvar är komposterbart material. Fabriken som tillverkade Trabanten har tagit fram en metod som går ut på att krossa duroplasten och sedan blanda den med betong. Blandningen används för tillverkning av plattor som används när man anlägger trottoarer.